# Gura Ocniței
Gura Ocniței est une commune du județ de Dâmbovița en Roumanie.